# Dinastia Bellachioma

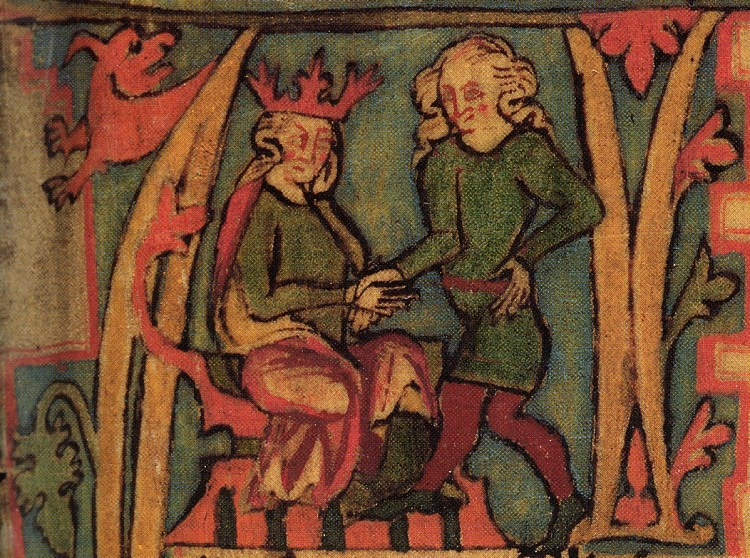
Re Harald riceve la Norvegia dalle mani del padre
Illustrazione del Flateyjarbók, XIV secolo.

Successione al trono norvegese nell'alto medioevo

La dinastia Bellachioma (Norvegese: Hårfagreætten) è tradizionalmente considerata come la prima dinastia reale del Regno di Norvegia storicamente accertata.
Fu fondata dal re Harald I di Norvegia, conosciuto come Harald Bellachioma o il chiaro, il quale unificò per la prima volta la Norvegia con la Battaglia di Hafrsfjord attorno all'872.
Harald I era discendente della prima dinastia reale di Svezia, la semi-leggendaria dinastia dei Yngling, pertanto i Bellachioma possono essere considerati la loro continuazione sul suolo norvegese.
La dinastia si estinse con re Haakon V di Norvegia (1299-1319). 
| Periodo di regno | Nome comune                        | Nome originale/Note          |
| ---------------- | ---------------------------------- | ---------------------------- |
| c. 890-930       | Harald Bellachioma                 | Harald Hårfagre              |
| 930-934          | Eric ascia insanguinata            | Eirik Blodøks                |
| 934-961          | Håkon il Buono                     | Håkon den Gode               |
| 961-976          | Harald Pellegrigia                 | Harald Gråfell               |
| 995-1000         | Olaf Tryggvason                    |                              |
| 1015-1028        | Olaf Haraldsson, sant'Olav         | Sankt Olav, Olav den Hellige |
| 1035-1047        | Magnus il Buono                    | Magnus den Gode              |
| 1046-1066        | Harald lo Spietato                 | Harald Hardråde              |
| 1066-1069        | Magnus Haraldsson                  |                              |
| 1066-1093        | Olaf il Pacifico                   | Olav Kyrre                   |
| 1093-1094        | Håkon Magnusson                    |                              |
| 1093-1103        | Magnus lo Scalzo                   | Magnus Berrføtt              |
| 1103-1115        | Olaf Magnusson                     |                              |
| 1103-1123        | Øystein Magnusson                  |                              |
| 1103-1130        | Sigurd l'Esploratore o il Crociato | Sigurd Jorsalfare            |
| 1130-1135        | Magnus il Cieco                    | Magnus Blinde                |
| 1130-1136        | Harald Gille                       |                              |
| 1135-1139        | * Sigurd Slembe                    | Sigurd Slembe, re rivale     |
| 1136-1155        | Sigurd Munn                        |                              |
| 1142-1157        | Øystein Haraldsson                 |                              |
| 1136-1161        | Inge il Gobbo                      | Inge Krokrygg                |
| 1157-1162        | Håkon spallelarge                  | Håkon Herdebreid             |
| 1161-1184        | Magnus Erlingsson                  |                              |
| 1162-1163        | * Sigurd Markusfostre              | re rivale                    |
| 1166-1169        | * Olav Ugjæva                      | re rivale                    |
| 1174-1177        | * Eystein Meyla                    | Øystein Møyla, re rivale     |
| 1177-1202        | Sverre Sigurdsson                  |                              |
| 1185-1188        | * Jon Kuvlung                      | re rivale                    |
| 1193-1194        | * Sigurd Magnusson                 | re rivale                    |
| 1196-1202        | * Inge Magnusson                   | re rivale                    |
| 1202-1204        | Håkon Sverreson                    |                              |
| 1204             | Guttorm I di Norvegia              |                              |
| 1204-1217        | Inge Bårdsson                      |                              |
| 1204-1207        | * Erling Steinvegg                 | Erling Steinvegg, re rivale  |
| 1217-1263        | Håkon IV Håkonsson                 |                              |
| 1263-1280        | Magnus Lawmender                   | Magnus Lagabøte              |
| 1280-1299        | Eric Magnusson                     |                              |
| 1299-1319        | Håkon V Magnusson                  |                              |

Ci sarebbe un dibattito tra gli storici moderni sulla provenienza di re Harald III di Norvegia (1046-1066) e del suo fratellastro sant'Olav, il cui legame con la dinastia Bellachioma, secondo alcuni studiosi, potrebbe essere stato costruito nel XII secolo. La pretesa di Sverre Sigurdsson di essere il figlio di Sigurd Munn è considerata falsa; ciò renderebbe Inge Bårdsson l'ultimo re della dinastia.
Un altro ramo della dinastia Ynglingar, molto più ipotetico, fu la Dinastia di Munsö, che governò dapprima in Svezia e poi in Danimarca.

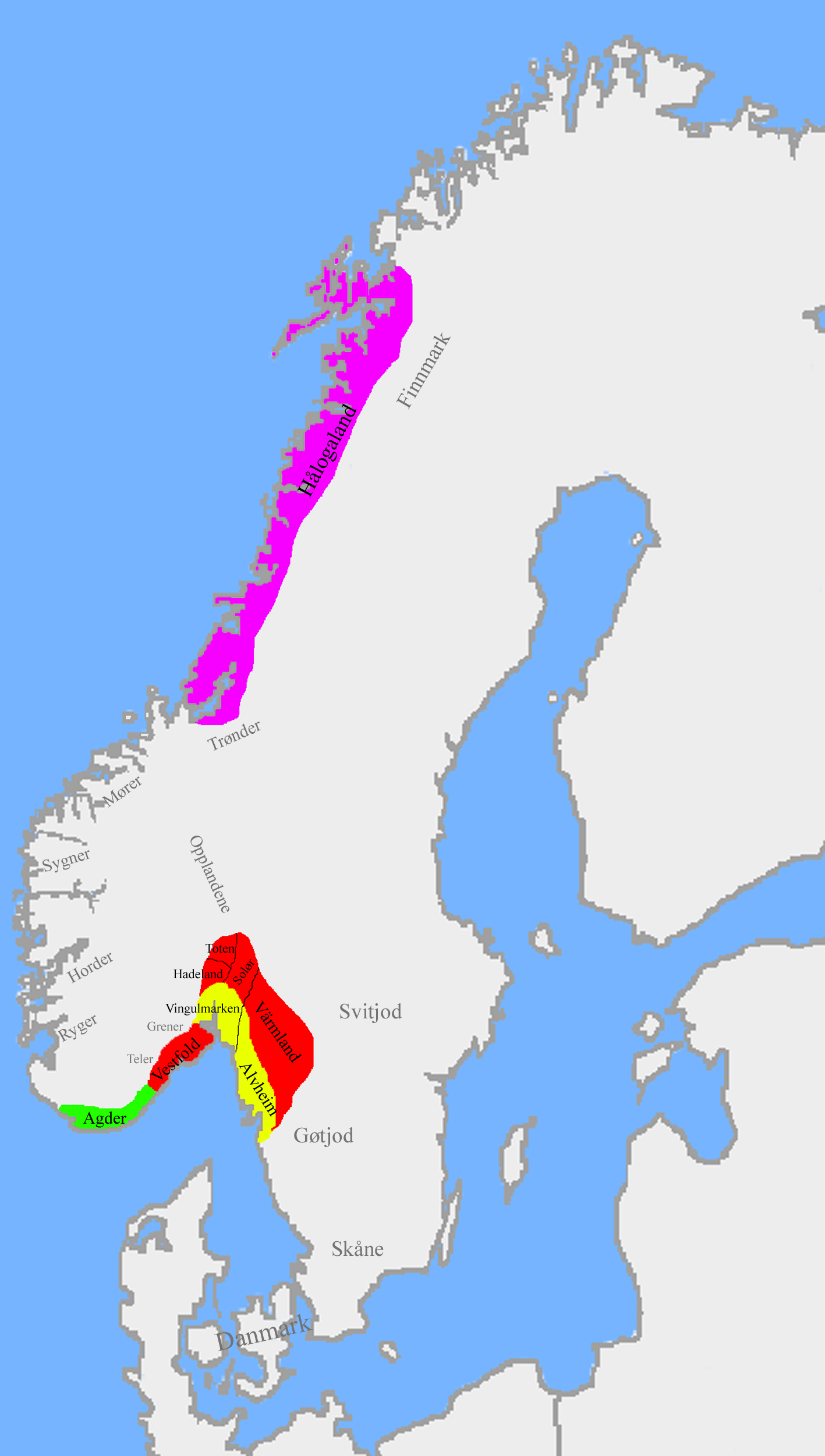
Regni norvegesi alla morte di Gudrød il Cacciatore, ca. 820 D.C. I regni più importanti erano Vestfold (rosso), Hålogaland (viola), Alvheim (giallo) e Agder (verde).
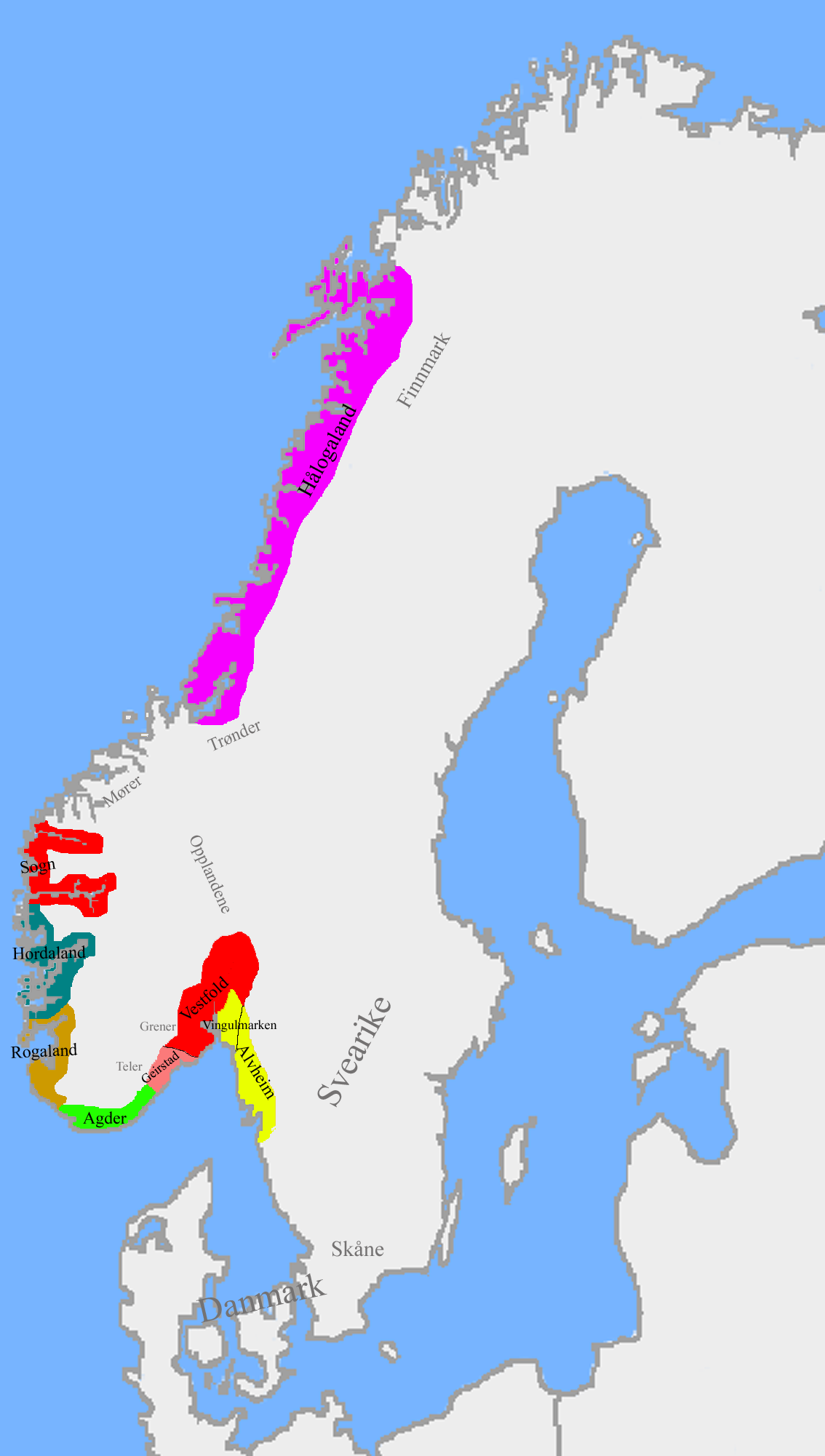
Regni norvegesi alla morte di Halfdan il Nero, ca. 860 D.C.. Il regno ereditato da Harald Bellachioma è in rosso.
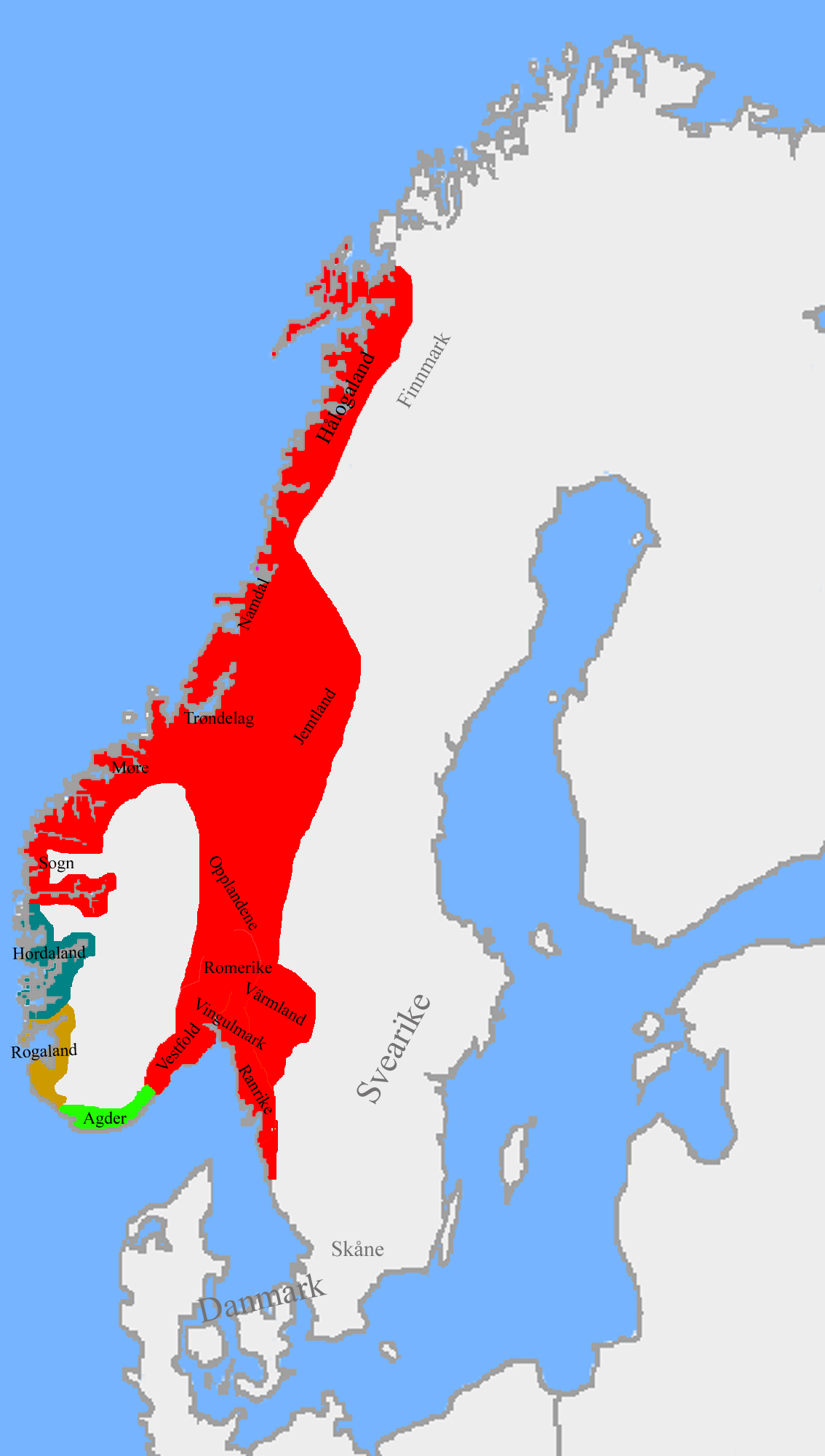
Regni norvegesi attorno al 872 D.C. prima della Battaglia di Hafrsfjord.
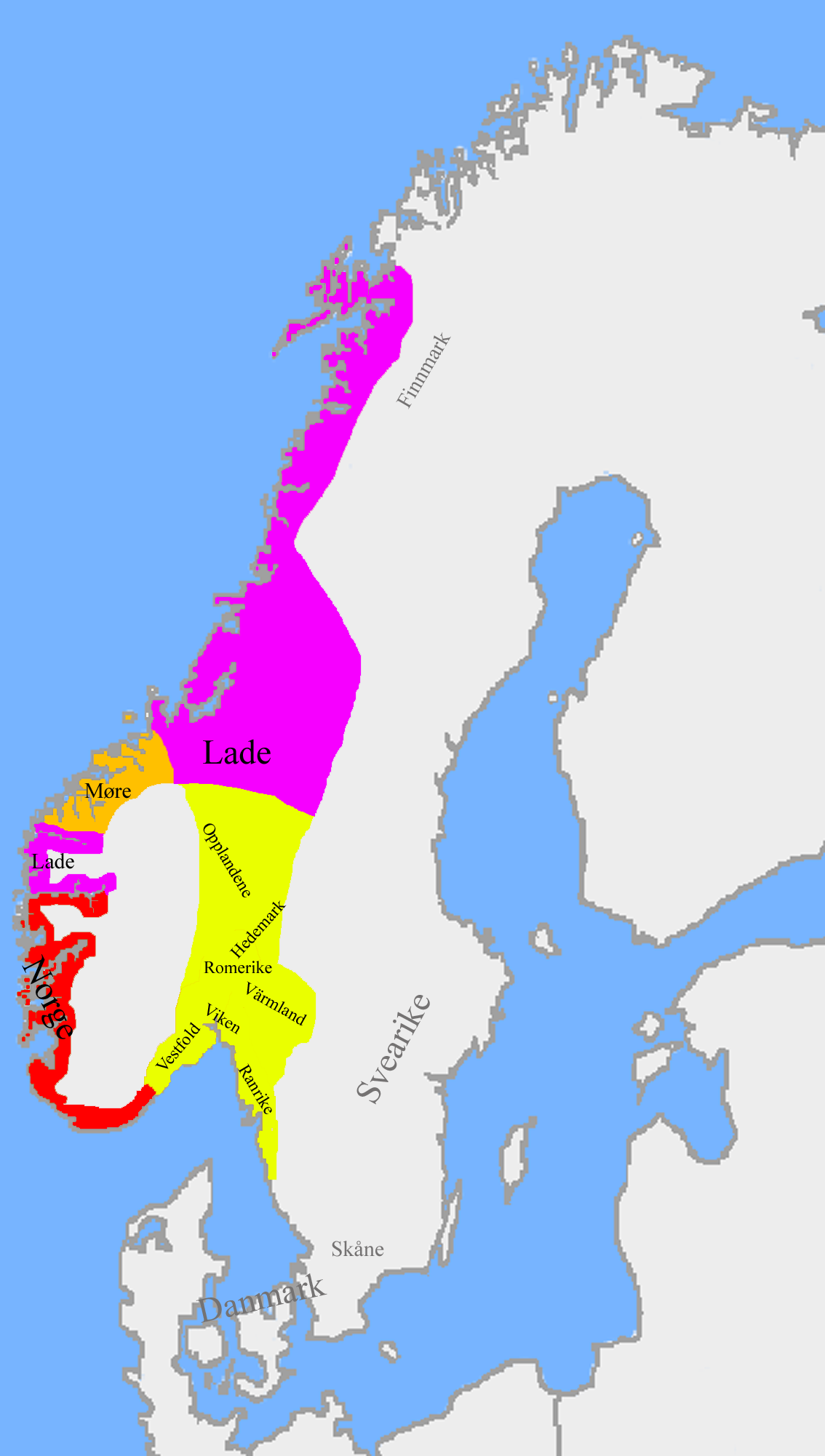
La divisione del regno operata da re Harald I attorno al 930 D.C.. Le aree in giallo sono i piccoli regni, il viola è il dominio dei conti di Lade, la parte in arancione è il territorio dei conti di Møre.
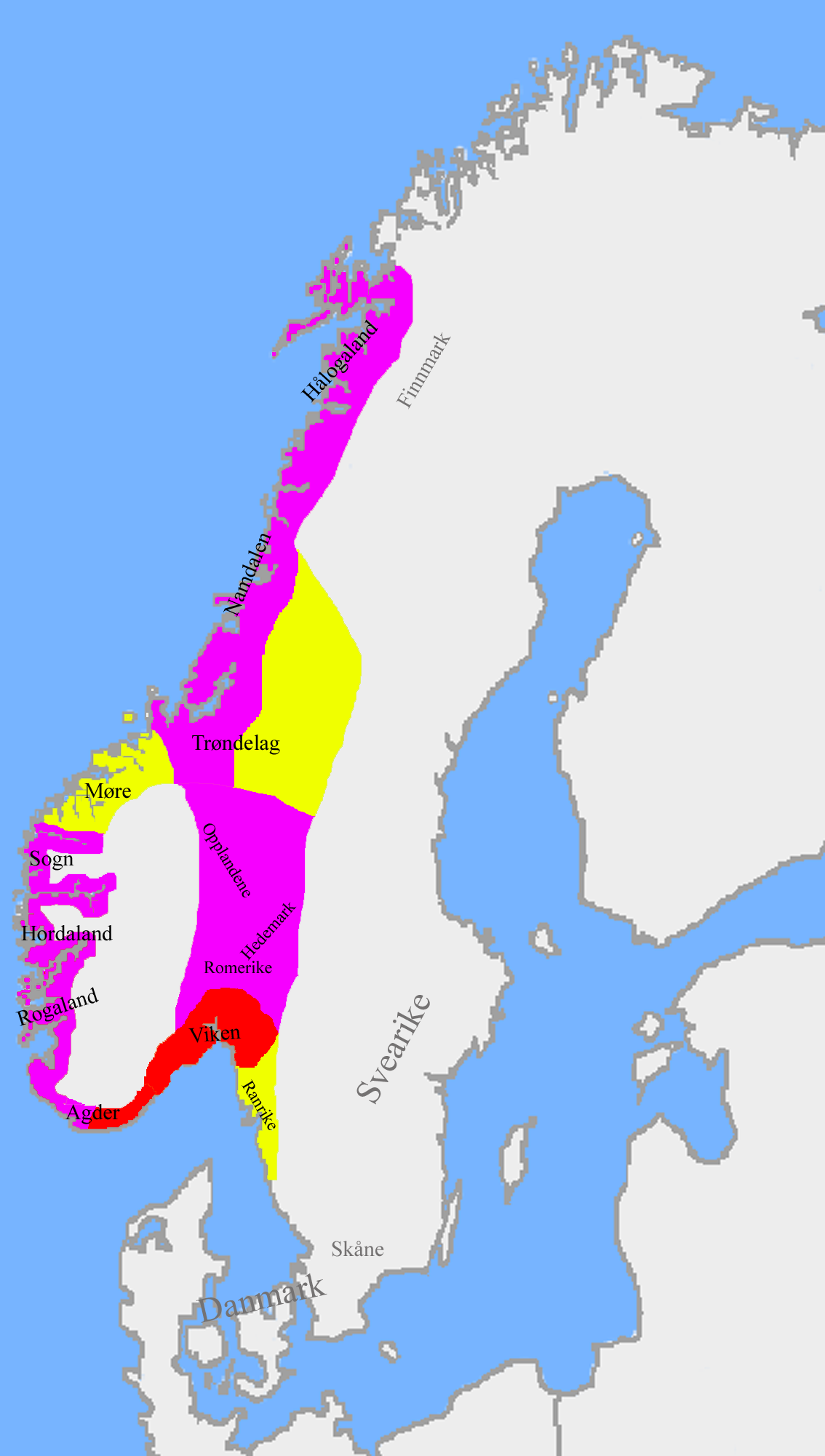
La divisione del regno dopo la battaglia di battaglia di Svolder (1000) tra la Svezia (giallo), la Danimarca (rosso) ed i conti di Lade (viola).
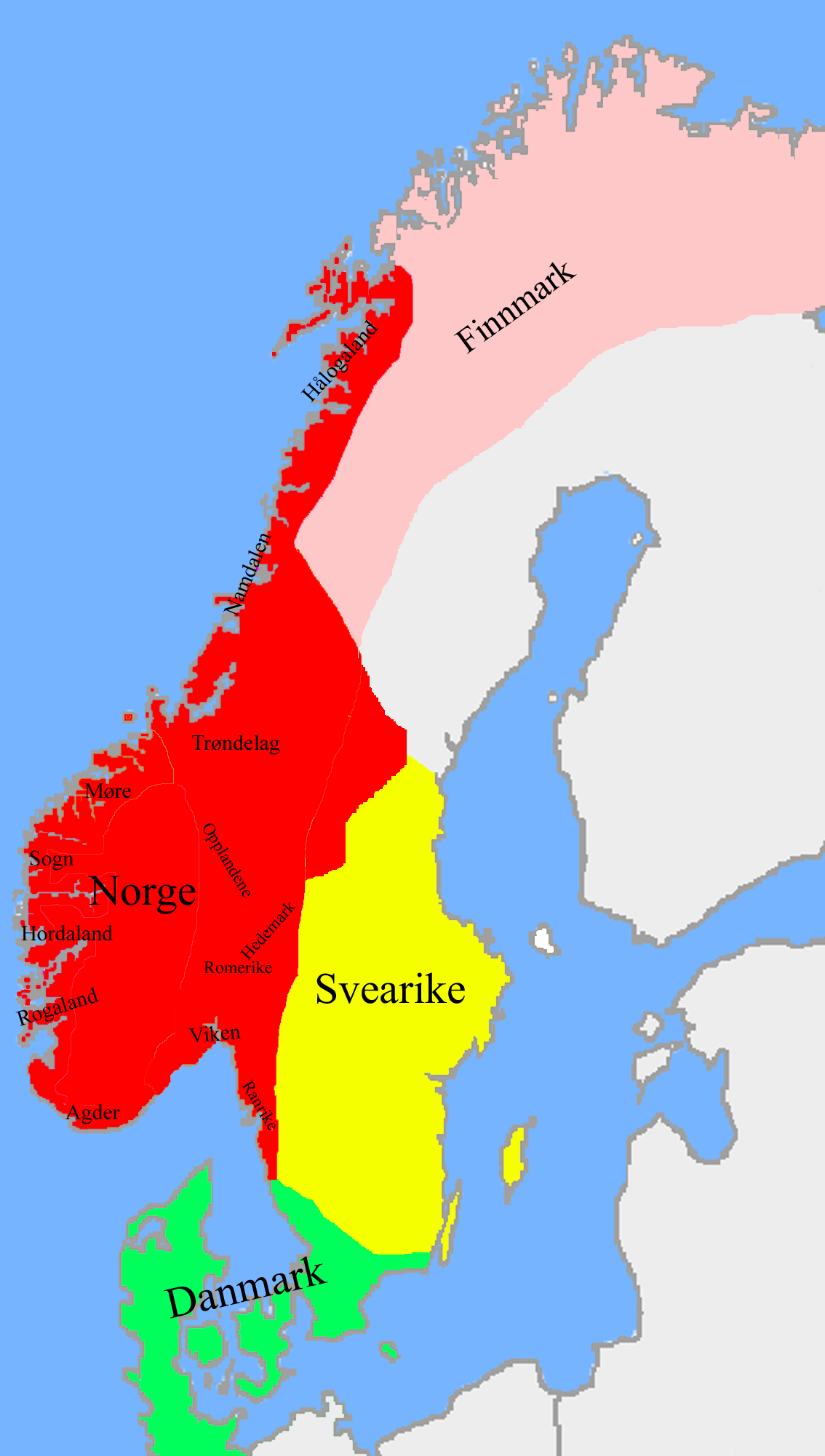
Unificazione del regno sotto sant'Olav, attorno al 1020 D.C.. In rosa è indicato il Finnmark, abitato dai Sami, la maggior parte dei quali pagavano tributo ai re di Norvegia.